# ATG ジャベリン
ATG ジャベリン
リノ・エアショウで公開されたATG ジャベリンのモックアップ
- 用途：練習機・ビジネスジェット
- 製造者：ATG
- 初飛行：2005年9月30日
- 運用状況：開発中

ジャベリン (ATG Javelin) は、小型ターボファン双発のミニジェット機でアビエーション・テクノロジー・グループ (ATG)で開発されている。計画はFAA認証 14 CFR パート 23である。ジャベリンは民間機としては一般的ではない戦闘機のような形状をしている。予約ではおよそ2.995万ドルとなっており、2007年11月5日までに、153機の予約金を受け取っている。試作初号機は2005年9月30日に飛行した。

## 概要
ATGは2000年に高等練習機の開発を目的として、コロラド州のセンテニアル空港 (KAPA)に本社を構え、2001年に機体の設計案を発表した。2004年10月18日には機体の設計・開発・製造に関して、イスラエルのイスラエル・エアロスペース・インダストリーズ(IAI)との共同開発が決定し、製造工場をオーロラのフロントレンジ空港敷地内に置くことになった。
機体にはジャベリンの愛称が付与され、民間ビジネスジェット機のMk.10、空軍向け初等練習機のMk.20と高等練習機のMk.30、自国防衛迎撃機(HDI)のMk.40の開発が検討され、機体の基本型はMk.20とされた。Mk.20は、初等訓練から中等訓練までをカバーできるもので、ユーザーの要望があれば高等訓練まで使用可能とされている。Mk.30は高等訓練および戦闘機導入訓練向けのもので、各種表示装置の表示フォーマットを作戦機のものに類似させることで実用機展開訓練の導入段階まで使用可能になるという。Mk.40はMk.20を単座化したもので、AIM-9サイドワインダーやAIM-92スティンガー空対空ミサイルの携行能力を付与し、最大速度をマッハ1.6まで引き上げるものだった。民間ビジネスジェット機とされたMk.10は、Mk.20を簡素化したもので、ハードポイントなどが撤去されて非武装とされている。
ATGでは近い将来、このクラスの機体に関する需要は711機から1638機あるとして開発を進めていたが、当初から開発していたMk.20にはフランスなど数ヶ国が興味を示したが、採用国は現れず、開発資金2億ドルの調達が困難となったことから2007年12月に全ての計画を中止し、従業員40～50人の解雇も行った。ATGではジャベリン計画の売却先を探している。

## 機体構成
ジャベリンは、タンデム複座の複合材料製で、25%翼弦で33度10分の後退角を持つ主翼を低翼で配置し、尾翼は水平安定板と垂直安定板で構成されており、垂直安定板はそれぞれ左右に20度外側へ傾けられている。操縦系統はメカニカル方式。エンジンは後部胴体に並列で配置され、エアインテークは主翼前方の胴体両側面にあり、そのままダクトが後方に向かって延びている。
コックピットは完全なグラスコックピットで、ヘッドアップディスプレイ(HUD)と3基の表示装置を備え、表示装置はいずれも12.7×17.8cmの縦長カラー液晶表示装置。各表示装置は一次飛行表示(PFD)、多機能表示(MFD)、エンジン計器・乗員警告システム(EICAS)表示に用いられ、MFDには移動地図や地形、航空交通管制情報、気象情報などを表示できる。
なお、Mk.30では戦術航法や高速での編隊飛行、空対地攻撃、脅威回避といった戦術飛行訓練、合成開口レーダー(SAR)や前方監視赤外線(FLIR)の模擬使用訓練なども可能とされる。空対空戦闘へも使用でき、迎撃ミッションや接近戦闘、レーダー火器管制装置の模擬使用等も可能にするとされている。

## 仕様 (ジャベリン MK-10)
出典: 出典不明
諸元
- 乗員: 2名
- 定員: 2名
- 全長: 11.28 m （37 ft 0 in）
- 全高: 3.20 m （10 ft 6 in）
- 翼幅: 7.65 m（25 ft 1 in）
- 翼面積: 13 m² （140 ft²）
- 空虚重量: 2 111 kg （4,655 lb）
- 最大離陸重量: 3 130 kg （6,900 lb）
- 動力: ウィリアムズ FJ33-4-19J ターボファン、8.0 kN （1,750 lbf）  × 2基

性能
- 最大速度: 575 mph, 925 km/h （500 knots）
- 航続距離: 1,151 mi, 1,852 km （1,000 nm）
- 実用上昇限度: 15 000 m （45,000 ft）
- 上昇率: 46 m/s （9,000 ft/min）
- 最大翼面荷重: 220 kg/m² （46 lb/ft²）
- 最大推力重量比: 0.56

## 参考資料
- 青木 謙知編、2007、「Jwings戦闘機年鑑 2007-2008」、イカロス出版 ISBN 4-87149-939-1